# واسیلی دیویدنکو
واسیلی دیویدنکو (ایتالیایی: Vassili Davidenko؛ زادهٔ ۳ ژوئیهٔ ۱۹۷۰) دوچرخه‌سوار اهل ایالات متحده آمریکا است. وی در بازی‌های المپیک تابستانی ۱۹۹۶ شرکت کرده است.